# Kabinett Morawiecki I
Das Kabinett Morawiecki bildete nach dem Amtsrücktritt von Beata Szydło vom 11. Dezember 2017 bis zum 12. November 2019 unter der Leitung von Mateusz Morawiecki die Regierung der Republik Polen.
Nach der Parlamentswahl am 13. Oktober 2019 reichte die Regierung gemäß der Verfassung am 12. November 2019, dem Tag der Konstituierung des neu gewählten Sejm der IX. Wahlperiode, ihren Rücktritt ein; sie wurde von Staatspräsident Andrzej Duda bis zur Bildung der neuen Regierung mit der Weiterführung der Amtsgeschäfte betraut. Die neue Regierung unter dem bisherigen Amtsinhaber Morawiecki wurde am 15. November 2019 vereidigt.

## Regierungsparteien
Die rechten Parteien PIS (Prawo i Sprawiedliwość), Solidarna Polska und Polska Razem waren bei der Parlamentswahl 2019 zusammen angetreten, wobei alle Kandidaturen unter der Wahlliste der PiS erfolgten. Dies hatten die jeweiligen Parteivorsitzenden Jarosław Kaczyński, Zbigniew Ziobro sowie Jarosław Gowin bereits im Sommer 2014 vereinbart. Die PiS-Vereinigung erreichte eine absolute Mehrheit im Sejm (Unterhaus) sowie im Senat (Oberhaus); folglich war keine Koalition mit einer anderen wahlwerbenden Partei notwendig. Im November 2017 gründete Gowin die um andere konservativ-liberale Kreise erweiterte Partei Porozumienie, die seitdem die Vorgängerpartei Polska Razem innerhalb des Regierungslagers ersetzt.
Die drei Parteien hatten 235 von 460 Mandaten im Sejm:
| Partei | Partei                                               | Ausrichtung                       | Abgeordnete | Kabinettsmitglieder | Parteichef         |
| ------ | ---------------------------------------------------- | --------------------------------- | ----------- | ------------------- | ------------------ |
|        | Prawo i Sprawiedliwość (PiS) Recht und Gerechtigkeit | konservativ, nationalkonservativ  | 217/235     | 15                  | Jarosław Kaczyński |
|        | Porozumienie (P) Verständigung                       | konservativ, wirtschaftsliberal   | 8/235       | 2                   | Jarosław Gowin     |
|        | Solidarna Polska (SP) Solidarisches Polen            | nationalkonservativ, EU-skeptisch | 9/235       | 2                   | Zbigniew Ziobro    |

Erläuterung:1 Ein weiterer Sitz entfällt auf die Prawica Rzeczypospolitej, dessen Abgeordneter jedoch fraktionslos geblieben ist.

## Zusammensetzung des Ministerrats
Anfangs blieb das Kabinett, mit Ausnahme des neuen Ministerpräsidenten und der Degradierung Szydłos zur stellvertretenden Ministerpräsidentin ohne Geschäftsbereich, unverändert. Am 9. Januar 2018 kam es zu einer größeren Kabinets-Umbildung. Die Personaländerungen wurden als Signal Polens gewertet, einen eher mäßigenden Kurs mit der EU einzuschlagen.
| Ministerium/Amt | Foto                                               | Name                                                                          | Partei | Partei    |
| --- | -------------------------------------------------- | ----------------------------------------------------------------------------- | ------ | --------- |
| Ministerpräsident |                                                    | Mateusz Morawiecki                                                            |        | PiS       |
| Stellvertretende Ministerpräsidenten |                                                    | Piotr Gliński                                                                 | PiS    |           |
| Stellvertretende Ministerpräsidenten |                                                    | Jarosław Gowin                                                                |        | P         |
| Stellvertretende Ministerpräsidenten |                                                    | Beata Szydło bis 4. Juni 2019                                                 |        | PiS       |
| Stellvertretende Ministerpräsidenten | Jacek Sasin ab 4. Juni 2019                        |                                                                               |        | PiS       |
| Äußeres |                                                    | Witold Waszczykowski bis 9. Januar 2018                                       |        | PiS       |
| Äußeres |                                                    | Jacek Czaputowicz ab 9. Januar 2018                                           |        | PiS       |
| Bildung |                                                    | Anna Zalewska bis 4. Juni 2019                                                |        | PiS       |
| Bildung | Dariusz Piontkowski ab 4. Juni 2019                |                                                                               |        | PiS       |
| Digitalisierung |                                                    | Anna Streżyńska bis 9. Januar 2018                                            |        | parteilos |
| Digitalisierung |                                                    | Marek Zagórski ab 17. April 2018; kommissarisch: 9. Januar bis 17. April 2018 |        | PiS       |
| Energie |                                                    | Krzysztof Tchórzewski                                                         | PiS    |           |
| Familie, Arbeit und Soziales |                                                    | Elżbieta Rafalska bis 4. Juni 2019                                            | PiS    |           |
| Familie, Arbeit und Soziales | Bożena Borys-Szopa ab 4. Juni 2019                 |                                                                               | PiS    |           |
| Finanzen (bis zum 31. August 2019) |                                                    | Mateusz Morawiecki bis 9. Januar 2018                                         | PiS    |           |
| Finanzen (bis zum 31. August 2019) |                                                    | Teresa Czerwińska 9. Januar 2018 bis 4. Juni 2019                             |        | parteilos |
| Finanzen (bis zum 31. August 2019) | Marian Banaś 4. Juni 2019 bis 31. August 2019      |                                                                               |        | parteilos |
| Gesundheit |                                                    | Konstanty Radziwiłł bis 9. Januar 2018                                        |        | PiS       |
| Gesundheit | Łukasz Szumowski ab 9. Januar 2018                 |                                                                               |        | PiS       |
| Infrastruktur (bis Januar 2018: Infrastruktur und Bau) |                                                    | Andrzej Adamczyk                                                              | PiS    |           |
| Inneres und Verwaltung |                                                    | Mariusz Błaszczak bis 9. Januar 2018                                          | PiS    |           |
| Inneres und Verwaltung | Joachim Brudziński 9. Januar 2018 bis 4. Juni 2019 |                                                                               | PiS    |           |
| Inneres und Verwaltung | Elżbieta Witek 4. Juni bis 9. August 2019          |                                                                               | PiS    |           |
| Inneres und Verwaltung | Mariusz Kamiński ab 14. August 2019                |                                                                               | PiS    |           |
| Investitionen und Entwicklung (bis Januar 2018: Entwicklung, seit dem 20. September 2019: Finanzen, Investitionen und Entwicklung)                                                       |                                                    | Mateusz Morawiecki bis 9. Januar 2018                                         | PiS    |           |
| Investitionen und Entwicklung (bis Januar 2018: Entwicklung, seit dem 20. September 2019: Finanzen, Investitionen und Entwicklung)                                                       |                                                    | Jerzy Kwieciński ab 9. Januar 2018                                            |        | parteilos |
| Justiz |                                                    | Zbigniew Ziobro                                                               |        | SP        |
| Kultur und nationales Erbe |                                                    | Piotr Gliński                                                                 |        | PiS       |
| Landwirtschaft und ländliche Entwicklung |                                                    | Krzysztof Jurgiel bis 20. Juni 2018                                           | PiS    |           |
| Landwirtschaft und ländliche Entwicklung | Jan Ardanowski ab 20. Juni 2018                    |                                                                               | PiS    |           |
| Meereswirtschaft und Binnenschifffahrt |                                                    | Marek Gróbarczyk                                                              | PiS    |           |
| Sport und Tourismus |                                                    | Witold Bańka                                                                  | PiS    |           |
| Umwelt |                                                    | Jan Szyszko bis 9. Januar 2018                                                | PiS    |           |
| Umwelt | Henryk Kowalczyk ab 9. Januar 2018                 |                                                                               | PiS    |           |
| Unternehmertum und Technologie (ab Januar 2018) |                                                    | Jadwiga Emilewicz                                                             |        | P         |
| Wissenschaft und Hochschulbildung |                                                    | Jarosław Gowin                                                                | P      |           |
| Verteidigung |                                                    | Antoni Macierewicz bis 9. Januar 2018                                         |        | PiS       |
| Verteidigung | Mariusz Błaszczak ab 9. Januar 2018                |                                                                               |        | PiS       |
| Minister ohne Geschäftsbereich: Koordinator für besondere Dienste in der Kanzlei des Ministerpräsidenten                                                                                 |                                                    | Mariusz Kamiński                                                              |        | PiS       |
| Minister ohne Geschäftsbereich: Leiter des Politischen Kabinetts des Premierministers; Regierungssprecher (bis 8. Januar 2016)                                                           |                                                    | Elżbieta Witek bis 18. Dezember 2017                                          |        | PiS       |
| Minister ohne Geschäftsbereich: Vorsitzender des Ständigen Ministerratsausschusses; Koordinator der Gesetzgebungs- und Programmarbeit der Regierung                                      |                                                    | Henryk Kowalczyk bis 9. Januar 2018                                           |        | PiS       |
| Minister ohne Geschäftsbereich: Chef der Kanzlei des Ministerpräsidenten (bis 18. Dezember 2017); Koordinator für humanitäre Hilfe und Flüchtlingsangelegenheiten (ab 19. Dezember 2017) |                                                    | Beata Kempa bis 4. Juni 2019                                                  |        | SP        |
| Minister ohne Geschäftsbereich: Chef der Kanzlei des Ministerpräsidenten |                                                    | Michał Dworczyk ab 4. Juni 2019                                               |        | PiS       |
| Minister ohne Geschäftsbereich: Koordinator für humanitäre Hilfe und Flüchtlingsangelegenheiten                                                                                          |                                                    | Michał Woś ab 4. Juni 2019                                                    |        | parteilos |

## Mediale Reaktionen
Florian Kellermann schrieb im Deutschlandfunk, Morawiecki mit seinen internationalen Kontakten solle das Image der Regierung aufbessern. Der ehemalige Nationalbank-Präsident Marek Belka schrieb 2017, trotz neu eingeführter Sozialleistungen sei das Haushaltsdefizit relativ niedrig.
Monika Sieradzka prognostizierte, der „Technokrat Morawiecki [werde] die soziale Kompetenz seiner Vorgängerin, die mit ihrer mütterlichen Ausstrahlung vor allem bei sozial schwächeren PiS-Wählern punkten konnte, wohl nicht erreichen.“ Spiegel-Redakteur Jan Puhl schrieb, er erwarte trotz der kosmopolitischen Ausstrahlung des Bankers keine Kursänderung bei den umstrittenen Justizreformen der Regierung.